# Притча за безплодната смоковница
Притчата за безплодната смоковница се съдържа единствено в евангелието от Лука (Лука 13:6 – 9).

В притчата се разказва за това, че някакъв стопанин на лозе 3 години търсел плодове, но не намирайки, решил да отсече безплодното дърво, което било смоковница. Единственият у стопанина лозар го помолил: 
| „ | Остави смоковницата още една година, аз ще я обкопая и наторя. Ако и след това не принесе плод – ето тогава ще я отсечеш. | “ |

Точно половин година, след като Божият Син разказал тази притча, и няколко дни преди иудейската Пасха, изтекло времето на Божието очакване. А това било Велики понеделник, на който ден се бил запътил към Йерусалимския храм, и когато заварил търговците, ги изгонил от Храма.
В древна Юдея и Израил смоковницата била символ на мъдрост. Изсъхването ѝ означавало, че мъдростта е напуснала израилтяните, т.е. смоковницата на иудеите останала безплодна. А доколкото дървесината на смоковницата не става за никакви строителни нужди, такова дърво, „което не дава добър плод, бива отсичано и хвърляно в огън“ (Матея: 3:10; 7:19; Лука: 3:9).